# Bodens Bandyklubb
O Bodens Bandyklubb, ou simplesmente Bodens BK, é um clube de futebol da Suécia fundado em  1916. Sua sede fica localizada em Boden.